# Cyanotis cupricola
Cyanotis cupricola là một loài thực vật có hoa trong họ Commelinaceae. Loài này được J.Duvign. mô tả khoa học đầu tiên năm 1959.